# Casa Trip
Casa Trip (in olandese Trippenhuis) è uno storico edificio di Amsterdam, nei Paesi Bassi. Costruito tra il 1660 e il 1662  su progetto dell'architetto Justus Vingboons e per volere dei mercanti Hendrick e Louys (o Lodewijk) Trip, è il più grande edificio abitativo del XVII secolo della città.
Attualmente è la sede della Koninklijke Nederlandse Akademie van Wetenschappen (KNAW), l'accademia olandese delle scienze. Nel corso del XIX secolo fu invece sede del Rijksmuseum.

## Descrizione

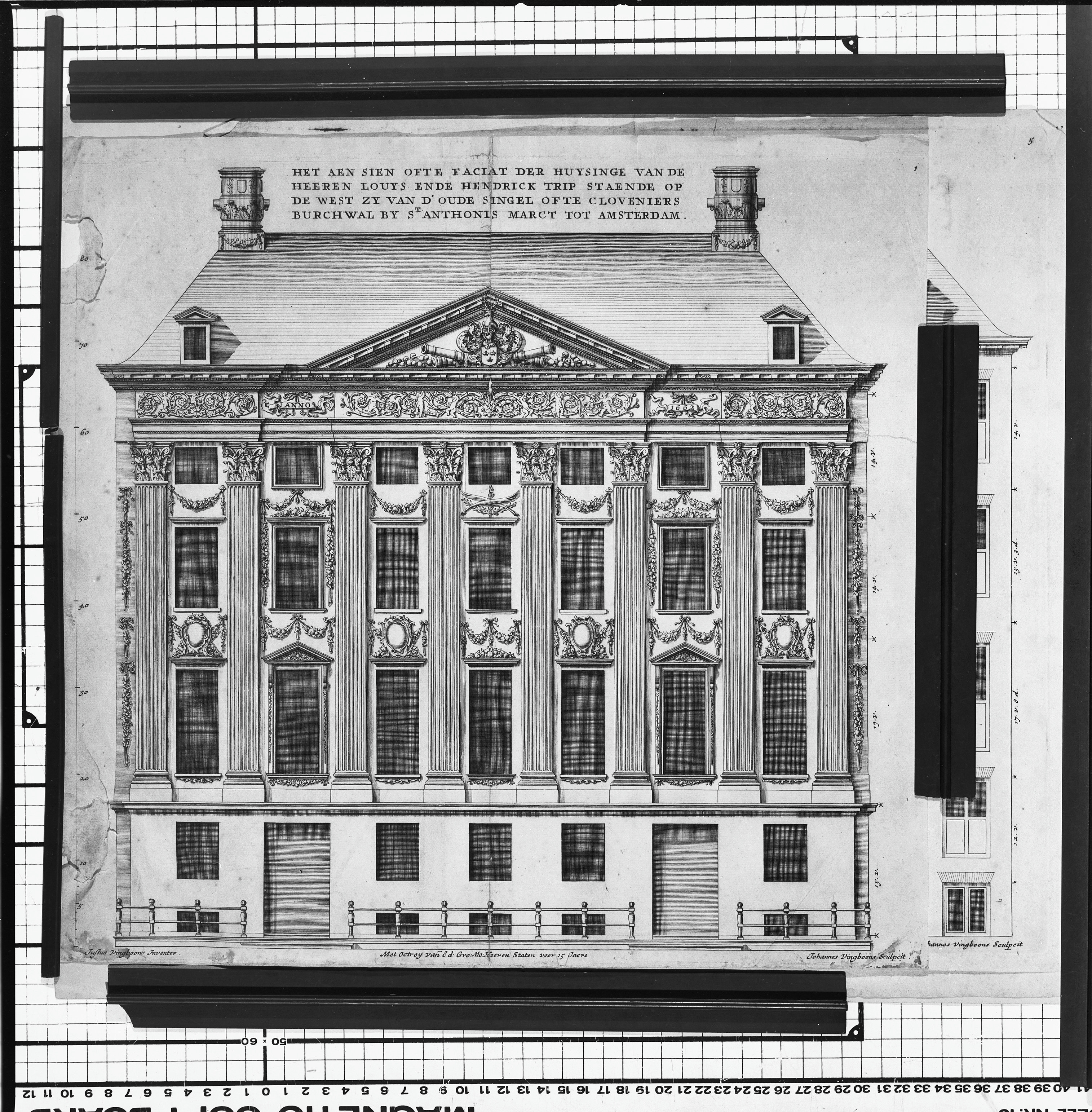
La Trippenhuis in una stampa di Paul van Galen

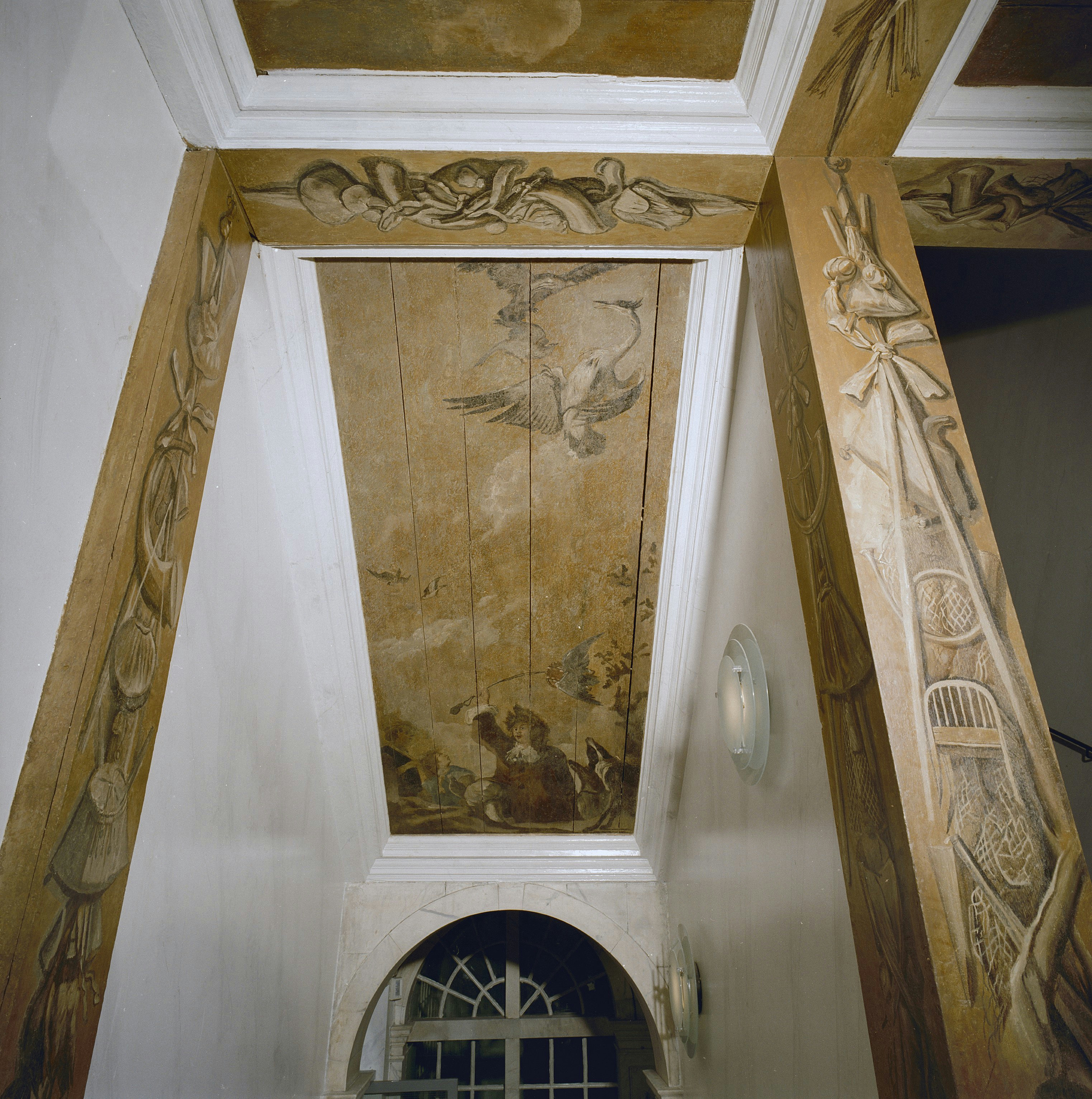
Particolare dello scalone dipinto.

La Trippenhuis si trova nella Nieuwe Zijde ("Zona Nuova") e, più precisamente, lungo un canale al nr. 29 di Klovenierburgwal nei pressi del Nieuwmarkt e del quartiere a luci rosse De Wallen e di altri monumenti quali la Waag, la Zuiderkerk e la Pintohuis. Nelle vicinanze, segnatamente, al nr. 26 di Klovenierburgwal, si trova inoltre un edificio più piccolo, sempre voluto dai fratelli Trip e chiamato Kleine Trippenhuis.
La casa è in stile classico olandese: non si tratta di un unico edificio, bensì di due separati, che danno l'impressione di formare un tutt'uno. L'edificio è decorato con sculture di Hendrick de Keyser il Giovane e Jan Gijselingh il Vecchio.
La facciata, la più grande tra quelli che si affacciano sui canali di Amsterdam, è realizzata in pietra di arenaria grigia ed è decorata con otto colonne corinzie e con delle finestre fittizie, che rispondono ad esigenze di simmetria.  Il tetto dell'edificio presenta invece dei comignoli dalla curiosa forma di cannoni, in ricordo di una delle attività dei primi proprietari, i Trip, che erano, tra l'altro, anche dei mercanti d'armi.

## Storia
La costruzione dell'edificio fu commissionata a Justus Vingboons nel 1655 da Hendrick e Louys Trip, due fratelli originari della Svezia e proprietari della ditta "Louys & Hendrick Trip" che si erano arricchiti grazie al commercio del ferro, del piombo, del rame e di armi e navi da guerra.
I due fratelli chiesero a Vingboons di realizzare per loro due edifici separati, ma con un'unica facciata.
I lavori di costruzione della Trippenhuis iniziarono il 24 maggio del 1660 e terminarono nel 1662
L'edificio rimase di proprietà della famiglia Trip fino agli inizi del XIX secolo.
Durante l'occupazione francese, nel 1812, re Luigi II ne fece diventare la sede dell'Istituto reale delle Scienze, Lettere e Belle Arti.
Tra il 1815 e il 1817 fu intrapresa un'opera di restauro/ricostruzione dell'edificio sotto la direzione dell'architetto Abraham van der Hart. L'opera di ricostruzione servì affinché l'edificio potesse ospitare, a partire dal 1817, una collezione d'arte del Rijksmuseum: tale collezione vi trovò posto fino al 1885, anno in cui fu trasferita nella sede attuale del Rijksmuseum.
Nel 1851 la Trippenhuis divenne sede della Koninklijke Nederlandse Akademie van Wetenschappen.
Tra il 1988 e il 1991 l'edificio fu sottoposto ad un'ampia opera di restauro.

## Riproduzioni
- Una copia in scala 1:25 della Trippenhuis è stata realizzata nel parco di Madurodam, a L'Aia[9]